# Droga wojewódzka nr 662
Droga wojewódzka nr 662 (DW662) – droga wojewódzka położona na terenie województwa podlaskiego. Drogę utworzono w 2016 roku na odcinku stanowiącym fragment DK8 do czasu otwarcia obwodnicy Augustowa i drogi ekspresowej S61. Arteria łączy Suwałki z Augustowem. Na całym odcinku jest drogą jednojezdniową. Na mocy Zarządzenia nr 4 Generalnego Dyrektora Dróg Krajowych i Autostrad z dnia 31 stycznia 2023 r. została wydłużona do Budziska.